# Златин Тръпков
Златин Вангелов Тръпков е български дипломат. Посланик е в Холандия от ноември 2006.
Завършва международно право в Киевския държавен университет.
Работил на над 40 статии в областта на външната политика и международното право в българския периодичен и научен печат.
Секретар е на президент Георги Първанов през 2001 – 2006.

## Агентурна дейност
С Решение № 8 от 19.07.2007 г. на Комисията за разкриване на документите и за обявяване на принадлежност на български граждани към Държавна сигурност и разузнавателните служби на БНА се оповестява агентурната дейност на Златин Вангелов Тръпков в качеството на секретен сътрудник с псевдоним „Тарасов“.